# 크리스천 레이트너
크리스천 도널드 레이트너(영어: Christian Donald Laettner, 1969년 8월 17일~)는 미국의 농구 선수로 포지션은 파워 포워드와 센터이다. 듀크 대학교 농구팀에서 활약했으며 NCAA 농구 역사상 최고의 선수로 활약했다. 대학 선수로서의 활약으로 미국 국가대표팀 선수로 활약했으며, 1992년에는 대학 선수로는 유일하게 NBA 선수의 참가가 허용된 1992년 하계 올림픽에 미국 드림팀의 일원으로 참가했으며, 올림픽 이후 미네소타 팀버울브스에 입단하면서 NBA 경력을 시작했다. 그 후 NBA에서 13시즌 동안 활동했고 1997년에는 올스타로 선정되었다.